# Типоморфізм мінералів
Типоморфізм мінералів (рос. типоморфизм минералов, англ. mineral typomorphism; нім. Thypomorphie f der Mineralien) — властивість мінералів змінювати всі або деякі свої ознаки (кристалографічні особливості, характер аґреґатів, забарвлення, густину тощо) залежно від умов утворення; одна з діагностичних ознак мінералів.
Типові для певних умов утворення мінерали або хімічні елементи називаються т и п о м о р ф н и м и.
Дані про Т.м. використовують при пошуках корисних копалин, при оцінці ступеня рудоносності гірських порід.
У Т.м. існує декілька самостійних напрямків, головні з яких: парагенетичні, хімічні, онтогенічні, кристаломорфологічні, структурні і фізико-мінералогічні.